# Polietilenglicol

Estructura química del polietilè glicol

El  polietilé glicol  ( PEG ) és un polièter àmpliament emprat en la indústria. El seu nom generalment apareix associat a un número que fa referència a la massa molecular de polímer o oligòmers, per exemple, un PEG amb n = 80 posseirà una massa molecular mitjana d'uns 3.500 Da, pel que es dirà PEG 3500. La seva estructura química pot representar-se com HO-(CH  2 -CH  2 -O-)  n -H.